# اريك ماندات
اريك ماندات (بالإنجليزية: Eric Mandat)‏ هو عازف جاز وملحن أمريكي، ولد في 1957.

## وصلات خارجية
- اريك ماندات على موقع ميوزك برينز (الإنجليزية)
- اريك ماندات على موقع أول ميوزيك (الإنجليزية)
- اريك ماندات على موقع ديسكوغز (الإنجليزية)